# فلم حربي

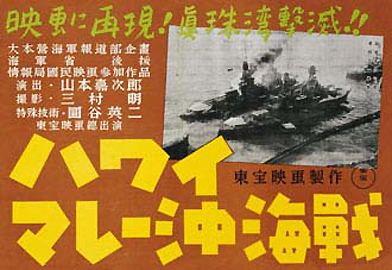

الفيلم الحربي هو نوع من الأفلام يهتم بالحرب، وعادة ما يكون عن المعارك البحرية أو الجوية أو البرية، وتكون المشاهد القتالية أساسية في الدراما. ارتبط بقوة مع القرن العشرين. تعني الطبيعة المصيرية لمشاهد المعارك أن أفلام الحرب غالبًا ما تنتهي بها. تشمل موضوعاتها القتال، والبقاء والهروب، والصداقة الحميمة بين الجنود، والتضحية، وعدم جدوى المعركة والوحشية، وآثار الحرب على المجتمع، والقضايا الأخلاقية والإنسانية التي تثيرها الحرب. غالبًا ما تُصنف أفلام الحرب حسب بيئتها، مثل الحرب الكورية، ويكون عادة الموضوع الأكثر شعبية هو الحرب العالمية الثانية. قد تكون القصص الموجودة خيالًا أو دراما تاريخية أو سيرة ذاتية. لاحظ النقاد أوجه تشابه بين الفيلم الغرب الأمريكي وفيلم الحرب.
تملك دول مثل الصين وإندونيسيا واليابان وروسيا تقاليدها الخاصة في أفلام الحرب، والتي تتمحور حول حروبها الثورية الخاصة، ولكنها تتخذ أشكالًا متنوعة من الحركة والدراما التاريخية، وحتى الرومانسية في زمن الحرب.
تشمل الأنواع الفرعية، التي ليست بالضرورة مميزة، مناهضة الحرب والكوميديا والرسوم المتحركة والدعاية والأفلام الوثائقية. هناك أيضًا أنواع فرعية مماثلة من أفلام الحرب في مسارح محددة مثل الصحراء الغربية لشمال إفريقيا والمحيط الهادئ في الحرب العالمية الثانية أو فيتنام أو الحرب السوفيتية الأفغانية. وأفلام تدور أحداثها في مجالات محددة من الحرب، مثل المشاة والجو والبحر والغواصات أو معسكرات أسرى الحرب.
يعرّف كاتب السيناريو والباحث إيريك ر. ويليامز أفلام الحرب على أنها واحد من أحد عشر نوعًا في تصنيف كتاب السيناريو الخاص به، مدعيًا أنه يمكن تصنيف جميع الأفلام الروائية الطويلة حسب هذه الأنواع. الأنواع العشرة الأخرى هي الأكشن والجريمة والفانتازيا والرعب والرومانسية والخيال العلمي وشريحة الحياة والرياضة والإثارة وغرب الأمريكية.

## النوع
نوع أفلام الحرب ليس بالضرورة محددًا بدقة: معهد الفيلم الأمريكي، على سبيل المثال، يتحدث عن «أفلام تندرج تحت تصنيف عام هو الحرب العظمى» دون محاولة تصنيفها أكثر من ذلك. ومع ذلك، قدم بعض المخرجين والنقاد تعريفات مبدئية على الأقل. عرّف المخرج سام فولر النوع بالقول «إن هدف فيلم الحرب، بغض النظر عن كونه شخصيًا أو عاطفيًا، هو جعل المشاهد يشعر بالحرب». حدد جون بيلتون أربعة عناصر روائية لفيلم الحرب في سياق ما أنتجته هوليوود هي: أ) تعليق الأخلاق المدنية خلال أوقات الحرب، ب) أسبقية الأهداف الجماعية على الدوافع الفردية، ج) التنافس بين الرجال في المجموعات التي يغلب عليها الذكور بالإضافة إلى تهميش النساء وتجسيدهن، د) تصوير إعادة دمج قدامى المحاربين.
يقترح الناقد السينمائي ستيفن نيل أن هذا النوع في معظمه محدد جيدًا ولا جدال فيه، لأن أفلام الحرب هي ببساطة تلك التي تدور حول الحرب التي حدثت في القرن العشرين، مع مشاهد قتالية أساسية في الدراما. ومع ذلك، يلاحظ نيل أن الأفلام التي تدور أحداثها في الحرب الأهلية الأمريكية أو حروب الهنود الأمريكيين في القرن التاسع عشر كانت تسمى أفلام الحرب في الوقت ما قبل الحرب العالمية الأولى. يجادل الناقد جوليان سميث، على العكس من ذلك، أن فيلم الحرب يفتقر إلى الحدود الرسمية لنوع مثل أفلام الغرب الأمريكي، ولكن من الناحية العملية، تدور أفلام الحرب «الناجحة والمؤثرة» حول الحروب الحديثة، ولا سيما الحرب العالمية الثانية، مع مزيج من القوات المتحركة والقتل الجماعي. أشارت الباحثة السينمائية كاثرين كين إلى بعض أوجه التشابه بين نوع أفلام الحرب والفيلم غرب الأمريكي. يستخدم كل من النوعين مفاهيم متعارضة مثل السلام والحضارة والحرب والوحشية. عادةً ما تصوّر أفلام الحرب العالمية الثانية على أنها صراع بين «الخير» و «الشر» حسب ما تمثله قوات الحلفاء وألمانيا النازية، بينما يصور الفيلم غرب الأمريكي الصراع بين المستوطنين المتحضرين والشعوب الأصلية المتوحشة. لاحظ جيمس كلارك التشابه بين الفيلم غرب الأمريكي «العصابة البرية» لسام بيكينبا وأفلام مغامرات الحرب مثل «ذا ديرتي دوزن».

صرحت مؤرخة الأفلام جانين باسنجر أنها بدأت بفكرة مسبقة لما سيكون عليه نوع أفلام الحرب، فمثلًا:
«ما كنت أعرفه مسبقًا هو ما يُفترض أن يعرفه كل فرد من ثقافتنا عن أفلام الحرب العالمية الثانية القتالية، أنها تحتوي على بطل، ومجموعة من الأشخاص، وهدف عسكري من نوع ما. تحدث في مناطق القتال الفعلية في الحرب العالمية الثانية، ضد الأعداء الراسخين، على الأرض أو البحر أو في الجو. وهي تحتوي على العديد من الأحداث المتكررة، مثل المكالمات البريدية، وكلها مقدمة بصريًا بالزي الرسمي المناسب، والمعدات، والأيقونات الخاصة بالمعركة».
علاوة على ذلك، تعتبر باسنجر أن فيلم باتان يقدم تعريفًا بمثال «الفيلم القتالي للحرب العالمية الثانية»، إذ تبدأ مجموعة متنوعة وغير مناسبة على ما يبدو من «المتطوعين المجتمعين على عجل» بمقاومة مجموعة أكبر من العدو بسبب «شجاعتهم ومثابرتهم». وتجادل بأن الفيلم القتالي ليس نوعًا فرعيًا ولكنه النوع الحقيقي الوحيد من أفلام الحرب. نظرًا لأنها لاحظت أنه لم يكن هناك في الواقع سوى خمسة أفلام قتالية حقيقية أُنتجت خلال الحرب العالمية الثانية، فمن وجهة نظرها، فإن هذه الأفلام القليلة، والأساسية في هذا النوع، تفوقها العديد من الأفلام الأخرى التي تقع على هامش كونها أفلام حرب. ومع ذلك، اقترح نقاد آخرون مثل راسل إيرل شاين تعريفًا أوسع بكثير لفيلم الحرب، ليشمل الأفلام التي تتناول «أدوار المدنيين وعملاء التجسس والجنود في أي من جوانب الحرب (مثل الإعداد والسبب والوقاية، السلوك والتصرفات، الحياة اليومية والعواقب وما بعدها). يشير نيل إلى أن الأنواع تتداخل، مع مشاهد قتالية لأغراض مختلفة في أنواع أخرى من الأفلام، ويقترح أن تتميز أفلام الحرب بالقتال الذي «يحدد مصير الشخصيات الرئيسية». لا يتفق جميع النقاد أيضًا على أن أفلام الحرب يجب أن تدور حول حروب القرن العشرين. أدرج جيمس كلارك فيلم المجد (غلوري) الحائز على جائزة الأوسكار لإدوارد زويك (في عام 1990) ضمن أفلام الحرب التي يناقشها بالتفصيل، تدور أحداثه في الحرب الأهلية الأمريكية، ويضع ضمن القائمة ستة أفلام أخرى عن تلك الحرب التي يعتبرها «بارزة».
يشعر المؤرخ العسكري البريطاني أنتوني بيفور باليأس من كيفية «التلاعب بالحقائق» التي يراها عند صانعي الأفلام من أمريكا وبريطانيا، لكنه يشير ضمنًا إلى أن «نسختهم جيدة مثل الحقيقة». على سبيل المثال، وصف الفيلم الأمريكي يو-571 لعام 2000 بأنه «خداع وقح» لتظاهره بأن سفينة حربية أمريكية ساعدت في الفوز في معركة الأطلسي، وذلك قبل سبعة أشهر من دخول أمريكا الحرب. وينتقد فيلم دونكيرك لعام 2017 للمخرج كريستوفر نولان بشواطئه الخالية التي لم تتوافق تاريخيًا مع الواقع، والقتال الجوي على مستوى منخفض فوق البحر، وعمليات الإنقاذ بشكل أساسي بواسطة «السفن الصغيرة». ومع ذلك، يشعر بيفور أن صانعي الأفلام في أوروبا القارية «أكثر دقة بكثير». على سبيل المثال، من وجهة نظره، يصور الفيلم الألماني «السقوط» لعام 2004 بدقة الأحداث التاريخية لأيام هتلر الأخيرة في مخبئه في برلين، ويعتبر الفيلم الفرنسي الفصيلة 317 عام 1965، التي تدور أحداثه في فيتنام «أعظم فيلم حرب أُنتج على الإطلاق». ويقول إن فيلم معركة الجزائر لعام 1966 يأتي في المرتبة الثانية.